# Oswald Schwemmer
Oswald Schwemmer (* 10. Juni 1941 in Hilden) ist ein deutscher Philosoph. Er war Professor für Philosophische Anthropologie und Kulturphilosophie an der Humboldt-Universität zu Berlin.

## Leben
Oswald Schwemmer wurde am 10. Juni 1941 als Sohn von Karl und Margarete Schwemmer geboren. Er studierte an der Universität Bonn Mathematik und Katholische Theologie und in Pullach Philosophie. Dort erwarb er 1966 an der jesuitischen Philosophischen Hochschule Berchmanskolleg, der Vorgängerinstitution der seit 1971 in München ansässigen Hochschule für Philosophie S.J., das kirchenrechtliche Abschlussdiplom eines Lizenziats für Philosophie.
An der Universität München studierte er Philosophie, Soziologie und Psychologie, bevor er 1967 in Erlangen sein Studium bei Paul Lorenzen und Wilhelm Kamlah fortsetzte. 1970 promovierte Schwemmer bei Paul Lorenzen, einem der Begründer des Erlanger Konstruktivismus. In seiner Habilitationsschrift, die ebenfalls Lorenzen abnahm, führte Schwemmer erstmals den Beweis, dass in den Kulturwissenschaften zirkelfreie Erklärungen möglich sind.
Nach mehrjähriger Lehre in Marburg (1982–1987) und Düsseldorf folgte 1993 der Ruf auf den „Lehrstuhl für Philosophie unter besonderer Berücksichtigung der philosophischen Anthropologie und der Kulturphilosophie einschließlich der Wissenschaftstheorie der Kulturwissenschaften“ am Institut für Philosophie der Humboldt-Universität zu Berlin, den er bis 2009 innehatte.
Als Seniorprofessor leitet er von 2009 bis 2011 das Drittmittelprojekt „Ernst-Cassirer-Nachlassedition“ des Instituts für Philosophie der Humboldt-Universität zu Berlin.

## Werk

### Philosophische Anthropologie

#### Verhältnis zu den Humanwissenschaften
Aufgabe der philosophischen Anthropologie ist es, die Sonderstellung des Menschen gegenüber anderen Lebewesen herauszustellen. Dies hat für Schwemmer stets unter Berücksichtigung der Ergebnisse aus Natur- und Sozialwissenschaften zu geschehen. Die Antwort der Philosophie auf die Frage „Was ist der Mensch?“ fällt jedoch anders aus als die verschiedenen Antworten der Einzelwissenschaften. So zieht die Philosophie zusätzlich die terminologischen und methodischen Einschränkungen dieser einzelnen Disziplinen in Betracht und erarbeitet im gesamten Fragefeld rund um den Menschen eine perspektivische Orientierung.

#### Die symbolische Existenz des Geistes
Da sich in Bezug auf den Menschen unterschiedliche Diskurstraditionen sowohl wissenschaftlicher als auch philosophischer Tradition überschneiden, besteht die Aufgabe einer modernen philosophischen Anthropologie zunächst vor allem darin, begriffliche Klarheit zu schaffen. Daher unterscheidet Schwemmer zwischen den unterschiedlichen kognitiven Leistungen des Menschen, die sich je nach Perspektive als neuronale, psychisch-bewusste oder geistige Phänomene darstellen lassen. Die für die philosophische Anthropologie besonders interessante Schnittstelle befindet sich in diesem Fall zwischen dem Bewusstsein, das uns im Gefühl und Gegenwärtigsein greifbar ist, und der geistigen Welt kultureller Symbolismen, die in unseren Bewusstseinsinhalt hineinwirken. Ohne diese kulturellen Symbolismen wären Geist und Bewusstsein schlicht identisch. Der Geist kann aber als Interaktionsgeschehen zwischen dem Bewusstsein und (bewusstseinstranszendenten) Symbolismen definiert werden. Für die philosophische Anthropologie ist dieses Ergebnis bedeutend, insofern mit ihm die Einseitigkeit einer rein neuronal-organischen Auffassung des Menschen ebenso überwunden wird wie die einer rein idealistischen.
Nicht nur dem Begriff des Geistes kommt somit wieder eine Funktion zu, Schwemmer aktualisiert auch den Begriff der Subjektivität im Rahmen seiner Anthropologie. Schwemmer begreift Subjektivität als ungegenständliche Gegenstandsfähigkeit. Damit soll gesagt werden, dass die Fähigkeit zur symbolischen Vergegenständlichung der Welt selbst nicht wieder durch einen einzelnen – etwa neurowissenschaftlichen – Diskurs beschrieben werden kann, sondern als Verknüpfung von autonomer Produktivität und dinglich-interindividuellen Symbolen angesehen werden muss.

#### Erweitertes Emergenz-Schema
Gehirn, Bewusstsein und Geist zeigen auf phänomenologischer Ebene unterschiedliche Binnenstrukturen, die sich nicht aufeinander reduzieren lassen. Geistes- und Bewusstseinsleistungen müssen daher als Emergenzphänomene angesehen werden. Ihr jeweiliger Gehalt und der wechselseitige Bezug ihrer Inhalte kann nicht ausschließlich durch neuronale Strukturen beschrieben werden – obwohl allen Bewusstseinsvorgängen natürlich parallel neuronale Vorgänge zugeordnet sind.
Dieses grundlegende Emergenzschema ist zudem gegenüber den öffentlichen Symbolismen zu öffnen, deren Summe die tradierte menschliche Kultur bilden. Der kulturelle und historische Gehalt geistiger Welten kann weder aus neuronalen Konfigurationen heraus erklärt werden, noch ist er allein Bestandteil des Bewusstseins. Der Geist zeigt sich vielmehr offen gegenüber dieser öffentlichen Dimension, die selbst eigenständig ist. Die Zuordnung von einzelnen Symbolen und neuronalen Konfigurationen ist daher nur in eine Richtung möglich: nur ausgehend vom geistigen Gehalt kann diesem eine spezifische neuronale Konfiguration zugeordnet werden.

### Kulturphilosophie

#### Grundlagen
Mit seiner Kulturphilosophie schließt Schwemmer an das Werk Ernst Cassirers an, dem er jedoch durch eine medientheoretische Grundlegung ein neues Fundament verleiht. So ist die Rede von der Form zwar ein Schlüsselbegriff von Cassirers kulturphilosophischen Analysen, jedoch unter weitgehender Missachtung der darin einbegriffenen Materialität und Medialität symbolischer Zusammenhänge.
Im Unterschied zur bloßen Widerständigkeit materieller Eigenschaften sind Medien für Schwemmer dynamische Systeme, in welchen unsere Artikulationsprozesse eine Selbststrukturierung in Gang setzen oder nutzen. Exemplarisch hierfür ist die Sprache als ein Medium, das uns gegeben ist und in seiner je unterschiedlichen kulturellen Ausprägung unsere Möglichkeiten des Denkens und der Artikulation entscheidend mitbestimmt. Gleichwohl können wir in bestimmtem Umfang gestaltend und kreativ in die Sprache eingreifen, so dass uns im freien Verhältnis zu ihr ein individueller Ausdruck gelingt.
Eine wesentliche Aufgabe der Kulturphilosophie besteht damit darin, die unterschiedliche Binnenstrukturiertheit der einzelnen Medien zu untersuchen. Überlegungen zur Auswirkung der Schriftlichkeit (Literalität) auf Kulturen gehören für Schwemmer ebenso dazu wie bildtheoretische Untersuchungen und detaillierte Analysen der Grammatik unserer Sinne.

#### Folgerungen
Aus kulturphilosophischer Sicht nimmt Schwemmer ebenfalls Stellung zum Problem der Willensfreiheit des Menschen sowie zur Frage nach der Rolle der Kunst in unserer heutigen Zeit.

##### Problem der Willensfreiheit
Bei der Debatte um die Willensfreiheit muss zunächst unterschieden werden, auf welcher Ebene des Handelns von bewusst-willentlichen Entscheidungen gesprochen werden kann. Diese sind für Schwemmer nicht in Formen einzelner Körperbewegungen zu suchen, wie etwa der Fingerbewegung im Libet-Experiment, insofern diese routinemäßig ausgeführt werden. Allgemein sind wir nämlich für eine erfolgreiche Lebensführung darauf angewiesen, nicht über jeden einzelnen Schritt, den wir tun, nachdenken zu müssen. Vielmehr verlassen wir uns auf die öffentlichen Organisationsmuster, die unser Handeln in Form einer kollektiven Gedankenlosigkeit vorstrukturieren. Für einen angemessenen Begriff der menschlichen Freiheit scheint die Einschränkung auf ein momentanes Wollen und belanglose Bewegungen, wie sie das Libet-Experiment vornimmt, unverhältnismäßig. Vielmehr vollzieht sich Freiheit für Schwemmer in einem komplexen Handlungsfeld, innerhalb dessen wir für unsere Absichten und Pläne unterschiedliche Motive gegeneinander abwägen. Natürlich können auch diese Motive im Nachhinein rekonstruiert werden. Hieraus darf jedoch nicht geschlossen werden, dass freies Handeln nur in Abwesenheit jeglicher Motive möglich sei – es wäre geradezu absurd anzunehmen, dass Handlungen nur dann frei sind, wenn sie sich aus keinem Folgezusammenhang ergeben.
Um sich ein klares Bild vom Problem der Willensfreiheit zu machen, ist es für Schwemmer erforderlich, dass man zwischen den verschiedenen Beschreibungsformen der Freiheit unterscheidet. So gibt es einen wesentlichen Unterschied zwischen den vorbewusst ablaufenden Prozessen des Bewusstseins (dem Wahrnehmen, Denken und empraktischen Handeln) und ihrer Repräsentation (dem Wahrgenommenen und Gedachten), also dem Teil, der uns davon zugänglich ist. Die beiden Ebenen von Prozess und Repräsentation korrespondieren mit der Beschreibungsebene der Ersten-Person-Perspektive bzw. der Dritten-Person-Perspektive. Indem die neurobiologische Argumentation beide Perspektiven schlicht gleichsetzt oder gar behauptet, dass die Erste-Person-Perspektive vernachlässigbar sei, reduziert sie beide Ebenen auf ein von ihr kausal beschreibbares Modell. So entsteht eine Abfolge von verketteten Bewusstseinsrepräsentationen, die bestimmten neuronalen Konfigurationen korreliert werden. Von diesen letzteren kann nun Kausalität behauptet werden. Zusätzlich neigt eine neurobiologische Betrachtung häufig dazu, einzelne Momente der Repräsentation zu isolieren. Sie tut dies in der Annahme, diese aus dem Gesamtgeschehen herausgelösten Momente (das Beugen eines Fingers) könnten nun einzeln auf ihre Freiheitseigenschaften geprüft werden. Dabei muss vielmehr davon ausgegangen werden, dass sich menschliche Freiheit nur in dem gesamten Feld von Gedanken, Gefühlen, Erlebnissen und Vorstellungen konstituieren kann, wie sie eine Person mit eigener Biografie im Kontext einer Kultur und der damit verbundenen Arbeit ausmachen. Damit schließt Schwemmers Argumentation wieder an die kulturphilosophische und medientheoretische Perspektive an: Freiheit besteht darin, die sich selbst gegenwärtige Repräsentationen und öffentliche Symbolismen im kreativen Umgang miteinander zu verknüpfen. Freiheit bedeutet, sich auf die figurative Dynamik einzulassen, welche unterschiedliche Medien ihrem Sinn und ihrer Form nach bereithalten, sich dieser Dynamik zu bedienen, sich an sie zu überlassen oder bewusst mit ihr zu brechen.

##### Aufgabe der Kunst
Wenn die Freiheit unseres Handelns ganz entscheidend von unserem bewussten Umgang mit kulturellen Formen abhängt, so kommt in diesem Zusammenhang der Kunst eine besondere Rolle zu. Indem die Kunst die bewusste Auseinandersetzung mit den gängigen Formen sucht, diese hinterfragt, neu arrangiert, abwandelt, ironisiert, verzerrt, herausstellt oder de- und rekontextualisiert, bringt sie uns in eine Distanz zum vormals Selbstverständlichen. Wenn Formen durch Prägnanzbildung zustande kommen (im Anschluss an Cassirers Prägnanzbegriff), erweist sich die Kunst als kreative Prägnanzverschiebung. Indem sie auf diese Weise die zur Selbstverständlichkeit geronnenen Formen verflüssigt, kommt ihr nach Schwemmer die gesellschaftliche Aufgabe zu, unser kulturelles Anpassungsvermögen in einer sich ständig wandelnden Welt wachzuhalten und weiterzuentwickeln.

##### Kollektive Identität und das Fremde
Den Begriff der Identität definiert Schwemmer für das Individuum als „die kohärente Konfiguration …, zu der sich die das Wahrnehmungs- und Ausdrucksleben, das Gefühlsleben und das Denken prägenden Einstellungen und damit das Streben, die Tätigkeit und (sozialen) Zugehörigkeiten von Personen im Sinne einiger grundlegender Orientierungen zusammenfügen.“ In ihrer sozialen Dimension geht eine solche Identität über die symbolisch definierte Kultur hinaus, sie ist Teil der gemeinsamen Praktiken einer Kultur. Für vorsokratische Gesellschaften kann man zudem davon ausgehen, dass sich die sozialen Praktiken und die bestehende symbolische Kultur gegenseitig bestätigen und so in einem stabilisierenden Wechselverhältnis stehen. So gibt es hier nicht nur eine individuelle, sondern auch eine kollektive Identität. Diese kollektive Identität wird erst aufgebrochen, wenn ihre einzelnen Elemente, also die Praktiken, Einstellungen und Traditionen, eine Eigendynamik entwickeln und sich von der Bezugnahme auf die anderen Elemente lösen. Das geschlossene Bestätigungsverhältnis wird dann zugunsten einer logikimmanenten Dynamik aufgebrochen. Je weiter sich diese in einer Gesellschaft ausdifferenziert, desto mehr lockert sich die kollektive Identität einer Kultur, nur noch fragmentarisch bilden sich partialisierte Identitäten. Trotzdem bleibt die menschliche Existenzform auf Identität angewiesen, da diese uns als Form des Selbst auf individueller und kollektiver Ebene überhaupt erst Orientierung bietet und wir als kulturelle Wesen auf eine gewisse Dauerhaftigkeit unserer symbolischen Repräsentationen angewiesen sind.
Wenn wir jemandem begegnen, der anderen grundlegenden Orientierungsmuster folgt, so erscheint er uns als fremd. Dies hat jedoch nicht völliges Unverständnis zur Folge, sondern lediglich teilweises Missverständnis. Trotzdem verstehen wir meist, wie bestimmte Äußerungen gemeint sind, auch wenn wir ihren Inhalt nicht begreifen. So können wir also das persönliche Individuum, das uns begegnet, verstehen, auch wenn uns sein kultureller Hintergrund fremd ist. Diese Differenz von persönlichem und kulturellen Individuum gilt auch für unsere Selbstwahrnehmung. Damit wir dem anderen als persönliches Individuum erscheinen, müssen wir uns auch von unserer eigenen kollektiven Identität distanzieren können. Denn die eigene Kultur bietet zwar durch ihre tradierten Ausdrucksformen eine gewisse Entlastung, verleitet jedoch auch zur Gedankenlosigkeit. Gerade hier erweist sich der Austausch mit anderen Kulturen als besonders fruchtbar, indem er die alten Selbstverständlichkeiten aufbrechen hilft. Dies bedeutet nicht, die eigene Kultur aufzugeben. Im Anschluss an Max Weber definiert Schwemmer Kulturen als historische Individuen. Aufnahme anderer Kulturen muss daher in einer schöpferischen „Integration eines Fremden durch dessen Umwandlung zu einem Impuls im Eigenen“ erfolgen. Im Rahmen immer stärker werdender internationaler Beziehungen auf allen gesellschaftlichen Ebenen ist diese Fähigkeit zur Aufnahme des Fremden letztlich sogar als ein entscheidendes Moment des kulturellen Überlebens anzusehen. Dies besonders, wenn die Alternative darin besteht, sich beschränkend auf die eigene Kultur zurückzuziehen oder in einer minimalisierten Form einer Globalkultur mit maximaler Verbreitungsmöglichkeit aufzugehen.

### Cassirer-Rezeption

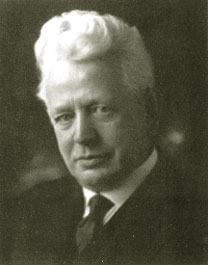
Ernst Cassirer

Verbunden mit Schwemmers Lehrstuhl ist seit 1994 die Edition der nachgelassenen Schriften Ernst Cassirers; sie wird erarbeitet in Kooperation mit Herausgebern in Deutschland, Nordamerika, Italien, Frankreich, Österreich, den Niederlanden und der Schweiz. Die Philosophie Cassirers erfährt gegenwärtig, wie die Kulturphilosophie insgesamt, eine große Aufmerksamkeit.
Schwemmer hat mit Ernst Cassirer. Ein Philosoph der europäischen Moderne eine systematische und kompakte Darstellung der Philosophie Cassirers vorgelegt. Dabei hebt er die implizite ethisch-praktische Dimension der freien Persönlichkeit heraus, wie auch eine für die Philosophie der Kunst fruchtbare Metaphysik des Werkes. Zudem hat er in philosophiehistorischer Hinsicht die besondere Bedeutung der Renaissance für Cassirer unterstrichen.
In Hinblick auf die Disputation zwischen Cassirer und Martin Heidegger anlässlich der Davoser Hochschulkurse 1929 hat Schwemmer unter dem Titel Ereignis und Form den Versuch unternommen, beide Positionen in ein konstruktives Verhältnis zueinander zu setzen. Während Cassirer als Philosoph der Form davon ausgeht, dass alle menschliche Äußerung und Selbsterfassung nur über den Umweg der Formgebung möglich ist, zeigt sich Heidegger gegenüber einer solchen Festlegung in konkret-symbolischen Formen ablehnend. Für ihn gilt es, „im Ereignis“ zu verweilen, insofern jede einmal etablierte Ausdrucksform dem Menschen als Eigenständiges entgegentritt und damit sein Denken und Handeln bestimmt, während die ihr anhaftende Kontingenz in Vergessenheit gerät. Da der Mensch jedoch einerseits für alles Denken und Handeln auf Formgebung angewiesen ist, sich andererseits die Kontingenz kultureller Formen nicht durch Letztbegründungen auflösen lässt, plädiert Schwemmer mit Jean-François Lyotard dafür, dass die Form zumindest „vom Ereignis Zeugnis abzulegen hat“.

## Veröffentlichungen
- Publikationsliste auf der Webseite der Humboldt-Universität

### Bücher
- Philosophie der Praxis. Versuch zur Grundlegung einer Lehre vom moralischen Argumentieren in Verbindung mit einer Interpretation der praktischen Philosophie Kants. Suhrkamp, Frankfurt 1971 (Dissertation); Neuausgabe mit einem Nachwort ebd. 1980.
- mit Paul Lorenzen: Konstruktive Logik, Ethik und Wissenschaftstheorie. Bibliographisches Institut, Mannheim 1973; 2., verbesserte Auflage 1975.
- Theorie der rationalen Erklärung. Zu den methodischen Grundlagen der Kulturwissenschaften. C. H. Beck, München 1976 (Habilitationsschrift).
- Ethische Untersuchungen. Rückfragen zu einigen Grundbegriffen. Suhrkamp, Frankfurt 1986.
- Handlung und Struktur. Zur Wissenschaftstheorie der Kulturwissenschaften. Suhrkamp, Frankfurt 1987.
- Die Philosophie und die Wissenschaften. Zur Kritik einer Abgrenzung. Suhrkamp, Frankfurt 1990.
- Ernst Cassirer. Ein Philosoph der europäischen Moderne. Akademie Verlag, Berlin 1997.
- Die kulturelle Existenz des Menschen. Akademie Verlag, Berlin 1997.
- Kulturphilosophie. Eine medientheoretische Grundlegung. Fink, München 2005.
- Das Ereignis der Form. Zur Analyse des sprachlichen Denkens. Wilhelm Fink Verlag, München 2011.

### Herausgeberschaft (Auswahl)
- Schwemmer ist seit 1995 zusammen mit Klaus Christian Köhnke und John Michael Krois Herausgeber der nachgelassenen Manuskripte und Texte Ernst Cassirers im Felix Meiner Verlag.